# Wolfgang F. Köhler
Wolfgang F. Köhler (alemany: Wolfgang Köhler)  (Tallinn, 21 de gener de 1887 - Enfield, 11 de juny de 1967) fou un psicòleg i fenomenòleg estonià, que com Max Wertheimer i Kurt Koffka, va contribuir a la creació de la psicologia de la Gestalt.
Durant el règim nazi a Alemanya, va protestar contra l'acomiadament de professors jueus de les universitats, així com contra el requisit que els professors fessin una salutació nazi al començament de les seves classes. El 1935 va deixar el país cap als Estats Units, on el Swarthmore College de Pennsilvània li va oferir una plaça de professor. Va ensenyar amb el seu professorat durant 20 anys i va continuar la seva recerca. Una enquesta de Review of General Psychology, publicada el 2002, va classificar Köhler com el 50è psicòleg més citat del segle XX.

## Biografia
Köhler va néixer a la ciutat portuària de Reval (actualment Tallinn), governació d'Estònia, Imperi Rus. La seva família era d'ètnia alemanya i, poc després del seu naixement, es van traslladar a Alemanya. Va cursar estudis de filosofia i ciències naturals, estudiant sengles semestres a les universitats de Tübingen i Bonn i cinc més a Berlín, i va tenir entre els seus professors Carl Stumpf i el físic Max Planck, entre d'altres. Es va doctorar el 1909 amb una tesi sobre psicologia del so dirigida per Carl Stumpf. Va iniciar a continuació la seva carrera docent a la Universitat de Berlín. Entre 1914 i 1920 va romandre a l'illa de Tenerife, on va fer les seves famoses investigacions amb antropoides. Després de tornar a Alemanya va assumir el 1922 el càrrec de director de l'Institut Psicològic Berlinès després de la jubilació de Stumpf. Sota la pressió del nazisme, va romandre a Alemanya fins al 1935 en què també va optar per emigrar als Estats Units.
Després de quedar exclòs de la presa de decisions importants de l'Institut Psicològic de la Universitat de Berlín i de perdre assistents importants, que representaven nous punts de vista, Köhler va trobar impossible continuar la seva feina. Köhler va dimitir oficialment de l'Institut Psicològic de la Universitat de Berlín i va emigrar als EUA el 1935. Li van oferir una càtedra al Swarthmore College, on va formar part del professorat durant vint anys.
El 1956, va esdevenir professor d'investigació al Dartmouth College. Poc després, també va exercir com a president de l'Associació Americana de Psicologia. Va impartir conferències lliurement als Estats Units i va fer visites anuals a la Universitat Lliure de Berlín. Allà, va actuar com a assessor del professorat. Va mantenir els psicòlegs en contacte amb la psicologia americana col·laborant amb ells en la recerca i participant amb entusiasme en debats amb ells. Va morir el 1967 a Enfield, New Hampshire.
Després de la guerra va tornar en diverses ocasions a Alemanya, fins a la seva mort el 1967. El model de l'Einsicht defensat per Köhler representava una extensió de les interpretacions i principis gestàltics en l'àmbit de l'aprenentatge, i implicava en qualsevol cas l'assumpció d'algun tipus de raciocini o conducta intel·ligent per part de l'animal. Per comprovar realment si un animal era capaç o no d'exhibir una conducta intel·ligent se l'havia de posar en una situació que reunís les condicions i els mitjans per a això; és a dir, una situació que l'obligués a pensar, plantejant-li un problema la solució del qual requerís una suposada capacitat de raciocini, o comprensió de la situació i de la manera de resoldre-la.
Köhler es va casar amb la pintora i escultora Thekla Achenbach el 1912. Van tenir dos fills a Alemanya (Claus, nascut el 1912 i Marianne, nascuda el 1913) i dos més quan van viure a Tenerife (Peter, nascut el 1915 i Martin, nascut el 1918). Aquest matrimoni va acabar en divorci i el 1927 es va casar amb Lili Harlemann, amb qui va tenir una filla, Karin (nascuda el 1928).